# Фаук (Арканзас)
Фаук (англ. Fouke) — город, расположенный в округе Миллер (штат Арканзас, США) с населением в 814 человек по статистическим данным переписи 2000 года.

## География
По данным Бюро переписи населения США Фаук имеет общую площадь в 2,59 квадратных километров, водных ресурсов в черте населённого пункта не имеется.
Город Фаук расположен на высоте 95 метров над уровнем моря.

## Демография
По данным переписи населения 2000 года в Фауке проживало 814 человек, 220 семей, насчитывалось 291 домашнее хозяйство и 336 жилых домов. Средняя плотность населения составляла около 301,5 человек на один квадратный километр. Расовый состав Фаука по данным переписи распределился следующим образом: 95,45 % белых, 0,25 % — чёрных или афроамериканцев, 2,46 % — коренных американцев, 1,23 % — представителей смешанных рас, 0,61 % — других народностей. Испаноговорящие составили 1,72 % от всех жителей города.
Из 291 домашних хозяйств в 47,4 % — воспитывали детей в возрасте до 18 лет, 57,7 % представляли собой совместно проживающие супружеские пары, в 13,4 % семей женщины проживали без мужей, 24,1 % не имели семей. 21,3 % от общего числа семей на момент переписи жили самостоятельно, при этом 10,3 % составили одинокие пожилые люди в возрасте 65 лет и старше. Средний размер домашнего хозяйства составил 2,80 человек, а средний размер семьи — 3,26 человек.
Население города по возрастному диапазону по данным переписи 2000 года распределилось следующим образом: 33,8 % — жители младше 18 лет, 11,8 % — между 18 и 24 годами, 28,5 % — от 25 до 44 лет, 16,7 % — от 45 до 64 лет и 9,2 % — в возрасте 65 лет и старше. Средний возраст жителей составил 27 лет. На каждые 100 женщин в Фауке приходилось 95,2 мужчин, при этом на каждые сто женщин 18 лет и старше приходилось 91,8 мужчин также старше 18 лет.
Средний доход на одно домашнее хозяйство в городе составил 25 192 доллара США, а средний доход на одну семью — 35 089 долларов. При этом мужчины имели средний доход в 26 938 долларов США в год против 20 375 долларов среднегодового дохода у женщин. Доход на душу населения в городе составил 11 075 долларов в год. 18,0 % от всего числа семей в населённом пункте и 17,5 % от всей численности населения находилось на момент переписи населения за чертой бедности, при этом 17,4 % из них были моложе 18 лет и 26,7 % — в возрасте 65 лет и старше.